# 八百津町立南戸小学校
八百津町立南戸小学校 （やおつちょうりつ　みなとしょうがっこう）は、かつて岐阜県加茂郡八百津町に存在した公立小学校。

## 概要
- 八百津町南戸（旧・加茂郡南戸村）が校区であった。1977年、潮見小学校に統合され廃校。1975年時点の児童数は18人であった。
- 元々は木曽川沿いの下立地区に存在したが、丸山ダムのダム湖に水没することとなり、山間部の峰地区に移転している。廃校後、校舎は潮見小学校の新築のため、1979年に潮見小学校の仮校舎として使用された。

## 沿革
- 1875年（明治8年） - 南戸村字下立に日進学校として開校。
- 1886年（明治19年） - 南戸簡易科小学校に改称する。
- 1892年（明治25年） - 下立尋常小学校と峰尋常小学校に分立する。
- 1894年（明治27年） - 校舎を新築する。
- 1897年（明治30年）4月1日 - 潮見村と南戸村が合併し、潮南村が発足。
- 1908年（明治41年） - 下立尋常小学校と峰尋常小学校が統合され、南戸尋常小学校となる。
- 1909年（明治42年） - 下立中央に校舎を新築し、移転する。
- 1917年（大正6年） - 峰分教場を設置する。
- 1941年（昭和16年）4月1日 - 南戸国民学校に改称する。
- 1947年（昭和22年）4月1日 - 潮南村立南戸小学校に改称する。
- 1951年（昭和26年） - 南戸小学校校舎を含んだ下立地区の大部分が丸山ダムのダム湖に沈むこととなり[1]、南戸小学校は峰地区に校舎を新築（木造平屋建）し移転。同時に峰分校を廃止。
- 1956年（昭和29年）3月30日  - 潮南村が八百津町に編入される。同時に八百津町立南戸小学校に改称する。
- 1974年（昭和49年） - 八百津町基本計画により、統合による廃校が計画される。
- 1977年（昭和52年） - 南戸小学校が潮見小学校に統合され、廃校。